# Raymond Schwartz

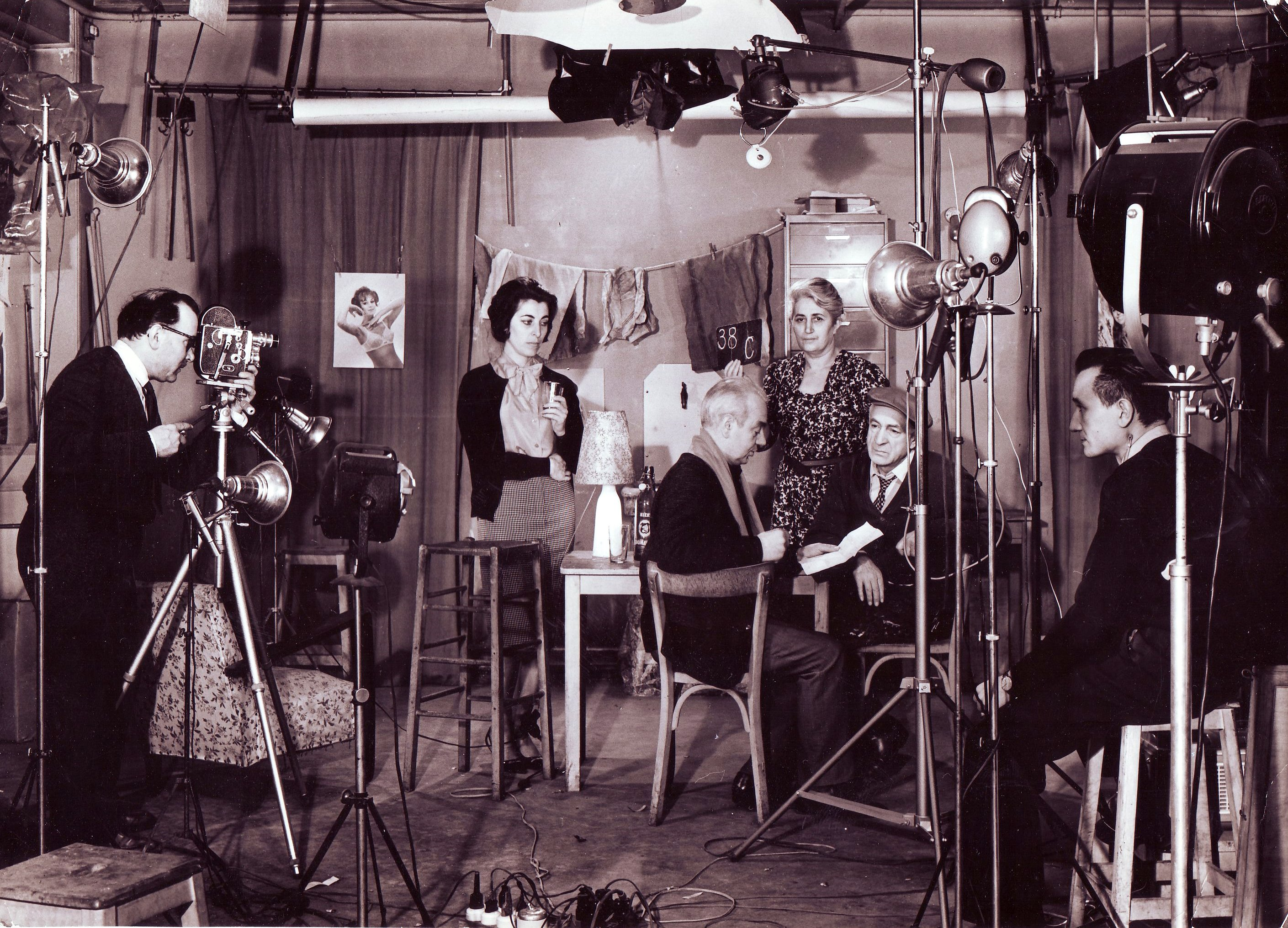
Na planie pierwszego pełnometrażowego filmu esperanckiego Angoroj (Lęki, 1964), w którym Schwartz zagrał rolę komisarza policji

Raymond Schwartz (ur. 8 kwietnia 1894 w Metzu, zm. 14 maja 1973 w Paryżu) – francuski urzędnik bankowy i pisarz esperancki, autor licznych wierszy i powieści, jak również skeczy, które reżyserował w paryskich kabaretach esperanckich.

## Życiorys
Urodził się we francuskiej rodzinie w Metzu w Alzacji-Lotaryngii, wchodzącej wówczas w skład Niemiec. Schwartz zdobył dobre wykształcenie, biegle mówił nie tylko po francusku i niemiecku, ale także w łacinie i grece.
W młodym wieku został esperantystą i marzył o lepszej przyszłości dzięki rozpowszechnieniu języka esperanto. I wojna światowa, w czasie której został wcielony do armii niemieckiej i miał walczyć na froncie wschodnim, była tragedią dla Schwartza jako zdeklarowanego pacyfisty. Po wojnie nie został w Metzu, który na powrót został włączony do Francji, lecz przeniósł się do Paryża, gdzie pracował w banku aż do emerytury.
W Paryżu Schwartz prowadził trzy kabarety esperanckie: Verda Kato (pl. Zielony Kot, 1920–1926), Bolanta Kaldrono (pl. Wrzący Kocioł,  1936–1939) i Tri Koboldoj (pl. Trzy Skrzaty, 1949–1956). Był redaktorem czasopisma La Pirato, publikował także utwory satyryczne na łamach m.in. Sennacieca Revuo, organu SAT, Literatura Mondo oraz Franca Esperantisto.
W pierwszym pełnometrażowym filmie esperanckim, kryminale Angoroj (1964, reż. Jacques-Louis Mahé) Schwartz zagrał rolę komisarza policji.

## Twórczość esperancka
Baldur Ragnarsson podzielił pisarstwo Schwartza na dwie części: „kabaretową” – głównie poezję – i „prozatorską”, poważniejszą. Satyryczny, rozrywkowy charakter mają Verdkata testamento (Testament Zielonego Kota), La stranga butiko (Dziwny sklep), La ĝoja podio (Radosne podium) i …kun siaspeca spico (…ze swoistą przyprawą).
Twórczość prozatorska składa się głównie ze zbioru nowel i dwóch powieści. Anni kaj Montrmartre (Anni i Montmartre) to opowieść o niemieckiej dziewczynie, spacerującej po paryskiej dzielnicy słynącej z kawiarni; przygody zagubionej, smutnej kobiety są okazją do opisu życia na Montmartre w latach 20.
Najważniejsze dzieło Schwartza to obszerna powieść Kiel akvo de l' rivero (Jak woda rzeki), wydana w 1963 roku, 10 lat przed śmiercią autora. Utwór opowiada o losach człowieka, wbrew swojej woli, wplątanego w dwie wojny, który – zgodnie z myślą autora na temat ludzkiego życia wyrażoną w tytule – płynie z prądem rzeki życia, nie umiejąc przeciwstawić się wydarzeniom. Powieść jest realistyczna, ale Schwartz, jak we wszystkich utworach, dodaje do niej nieco swojego dowcipu.
W 1971 roku ukazał się pełny zbiór 35 noweli Schwartza pod tytułem Vole … Novele (Chcąc … Nowelowo; tytuł jest grą słów: vole-nevole oznacza w esperancie chcąc nie chcąc).

## Dzieła Schwartza
Lista dzieł w porządku chronologicznym:
- Verdkata Testamento (1926) (zbiór wierszy)
- Prozo ridetanta (1928)
- Anni kaj Montmartre (1930) (powieść)
- La Stranga Butiko (1931) (zbiór wierszy)
- La Ĝoja Podio (1949)
- Kiel Akvo de l' Rivero (1963) (powieść)
- Ne kiel Meier! (1964)
- … kun siaspeca spico! (1971)
- Vole … Novele (1971) (zbiór nowel)